# Sackwiesensee
Der Sackwiesensee ist ein Bergsee in der Hochschwabgruppe im österreichischen Bundesland Steiermark. Das von Almweiden und montanem Nadelwald umgebene Gewässer liegt im Gemeindegebiet von Tragöß-Sankt Katharein und ist ein beliebtes Wanderziel.

## Lage und Umgebung
Der Sackwiesensee liegt auf 1414 m ü. A. in einer Senke ohne Oberflächenabfluss am Plateau zwischen Sonnschienalm im Westen und Häuslalm im Osten. Das kleine Seebecken wird von Seemauer (1776 m), Allakogel (1640 m) und Hocheck umrahmt. Es öffnet sich nach Süden hin zum Plotschboden über der Tragößer Klamm und nach Osten hin zur Sackwiesenalm am Fuß des Buchbergkogels (1700 m). Höchste Erhebung in der näheren Umgebung ist der Ebenstein nordwestlich der Wasserfläche. 
Der See ist auf markierten Wanderwegen aus dem Jassinggraben und durch die Tragößer Klamm sowie aus dem Ilgner Tal erreichbar, in unmittelbarer Nähe des Sees führen der Nordalpenweg und der Nord-Süd-Weitwanderweg vorbei. Nächstgelegene Stützpunkte sind die Sonnschienhütte und die Häuslalm.

## Geologie, Morphologie und Hydrologie
Das Gebiet um den Sackwiesensee ist aus mitteltriassischem Wettersteinkalk aufgebaut. Die Gewässerlage ist den Resten des 1500-m-Plateauzyklus zuzuordnen und verdankt ihre tiefe Einbettung einer West-Ost-verlaufenden Störung. Entlang dieser Störung wurde die Kalkplatte, deren Basis aus Werfener Schichten besteht, durch Verkarstungsprozesse stark erodiert, die so entstandene Doline wurde später eiszeitlich verschmiert.
Der See, an dessen Nordufer ein Verlandungsmoor anschließt, gliedert sich in zwei allmählich ineinander übergehende Becken. Die größte Tiefe von 5,7 m liegt im südwestlichen Bereich, das östliche Becken erreicht eine Maximaltiefe von lediglich 2,85 m. Insgesamt überwiegen die flachen Teile, 46 % der Wasserfläche liegen über der 1-m-Isobathe.
Am Südostufer befinden sich, durch Reste der Werfener Schichten bedingt, mehrere Quellaustritte, die Schüttungen um 0,5 l/s erreichen und im Sommer teilweise versiegen. Diese Zuflüsse weisen einen ungewöhnlich hohen Gipsgehalt auf, der sich in erhöhten Leitfähigkeitswerten niederschlägt. Bei thermischen und chemischen Untersuchungen wurden Anfang der 1960er-Jahre außerdem Unregelmäßigkeiten in der Sauerstoffserie des Seewassers festgestellt, was auf zusätzliche unterirdische Zuflüsse schließen ließ. Zwei solche konnten bei niedrigem Wasserstand im Litoral entdeckt werden. Die jährliche Pegelschwankung betrug zwischen 1961 und 1964 durch die Schneeschmelze durchschnittlich 30 cm.

## Limnologie
Das Transmissionsmaximum des Seewassers liegt im Bereich des orangen Lichts, was einer Braunwassernatur entspricht. Aufgrund der lange andauernden Eisbedeckung kommt es im Winter zu einer wirksamen Sauerstoffzehrung, das Sauerstoffdefizit reicht im Frühjahr bis unmittelbar an die Eisdecke heran. Der durch die gipsführenden Zuflüsse hohe Sulfatgehalt bewirkt eine ausgeprägte Chemokline und stabile Schichtungen mit einem starken Temperaturgefälle zwischen Oberfläche und Grund. Im März und April kommt es in Folge bakterieller Sauerstoff- und Sulfat-Reduktion zur Bildung von Schwefelwasserstoff und Methan. Während der kurzen Vegetationsperiode entwickelt sich in Menge und Qualität bescheidenes Nanoplankton, das vorwiegend aus Chlorophyceae und Cryptomonaden besteht. Unregelmäßigkeiten in der Vertikalverteilung desselben wurden auf die Chemokline zurückgeführt. Das Zooplankton, darunter vor allem Crustacea, ist hingegen reich entwickelt. Als Folge der intensiven Schwefelwasserstoffbildung im Bodenschlamm fehlt dem Sackwiesensee eine Bodenfauna.

## Vegetation
Die Vegetation auf dem Sackwiesensee setzt sich aus Alpen-Laichkraut, Durchwachsenem und Schwimmendem Laichkraut sowie Armleuchteralgen, der Hahnenfußart Ranunculus paucistamineus, Teich-Schachtelhalm und Zwerg-Igelkolben zusammen. Die ufernahe Sumpfflora besteht aus Weißem Germer, Kronenlattich und Scheuchzers Wollgras. Das Moor beherbergt die Flechtenarten Echte Rentierflechte und Cetraria islandica sowie zahlreiche Moosarten, darunter Bryum pseudotriquetrum, Dicranum elongatum, Goldenes Frauenhaarmoos, Sphagnum capillifolium, Sphagnum warnstorfii und Spieß-Torfmoos. Die trockenen Bereiche sind von Latschen bestanden. Die Zwergstrauchheide wird von Besenheide, Heidelbeere, Gewöhnlicher Moosbeere, Preiselbeere und Rauschbeere gebildet.

## Geschichte und Etymologie

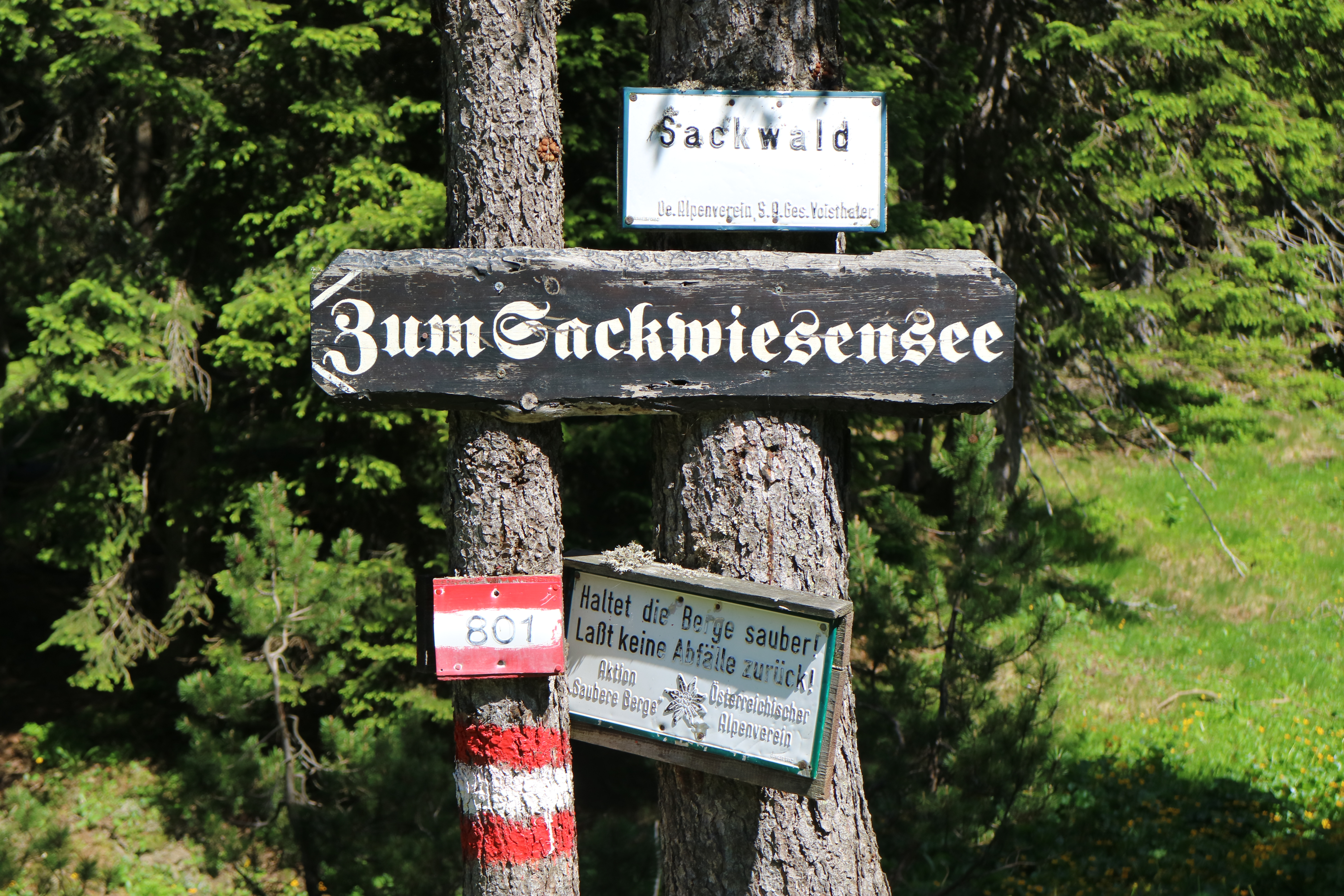
Alter Wegweiser zum Sackwiesensee, Standort Sackwald

Laut Regulierungsakten bestand die Sackwiesenalpe 1860 aus zwei Gebirgskesseln und diente hauptsächlich als Weideland für Kuh- und Jungvieh. Im oberen, teilweise versumpften Kessel, bestanden 16 Almhütten und 17 Weideberechtigungen. Die Treibzeit begann in der Regel um Johanni und endete um den Kleinen Frauentag. Während dieser Zeit diente der Sackwiesensee im unteren Gebirgskessel dem Vieh als natürliche Tränke. Das zur Herrschaft Göß gehörende Almgebiet umfasste insgesamt etwa 300 Joch Weideland und 100 Joch Wald. Anders als in benachbarten Weidegebieten mussten die Viehhalter neben 48 Pfund Schmalz und der üblichen 14 Pfennig Ableitgeld jährlich zu Michaeli mehrere Laib Käse an die Herrschaft abtreten.
Der Name Sackwiesen leitet sich von dem an feuchten Standorten gedeihenden Seegras ab, das in Tragöß „Socher“ genannt wird. In der näheren Umgebung sind Sackwaldboden, Socherbichl und Socherlacke weitere Toponyme dieses Ursprungs. Das saure Gras dient in getrockneter Form als Tiereinstreu und wurde in der Vergangenheit auch von Wanderern als Schlafunterlage genutzt. Ein weiterer etymologischer Aspekt ist die Geländeform, die angeblich an einen Sack erinnert.